# Brokartärnen
Brokartärnen är en sjö i Heby kommun i Uppland och ingår i Dalälvens huvudavrinningsområde.
Sjön omtalas första gången 1749, och hette då Tärnan, (1789 'Tärn Sjön'), som är en dialektal variant av tjärn, har även kallats Tärn eller Tärnpussen. Ännu på 1950-talet användes främst namnet Tärnan eller Tärnsjön. Det är denna sjö som gett namn åt postadressen i Nora socken, och senare järnvägsstationen och Tärnsjö samhälle. Namnet "Brokartjärnen" (även Brokartärnen) kommer av att tjärnen är belägen på byn Bros ägor.